# 385 TCN
385 TCN là một năm trong lịch La Mã.